# Rhandeia
Rhandeia (oder Randeia) war ein antiker Ort in Armenien am Arsanias, dem südlichen Quellfluss des Euphrat (heute Murat).
Der Ort spielte eine wichtige Rolle im Römisch-Parthischen Krieg (58–63), als Lucius Iunius Caesennius Paetus hier die Schlacht bei Rhandeia verlor. Paetus hatte hier sein Winterlager 62/63 n. Chr. aufgeschlagen und wurde vom Partherkönig Vologaeses I. belagert. 
Im Jahr 63 wurde zwischen Rom und dem Partherreich der Vertrag von Rhandeia geschlossen. Demnach musste jeder zukünftige armenische König die Zustimmung Roms haben. Armenien wurde damit ein römisches Protektorat, wo sich aber eine Nebenlinie der parthischen Arsakiden etablierte. Dennoch war dies nicht das Ende der Partherkriege, da beide Seiten versuchten, bei Gelegenheit die Gesamtkontrolle zu erlangen. 